# Arthur Musah
Arthur Musah est un réalisateur de films documentaires. Originaire du Ghana et d'Ukraine, il est basé aux États-Unis.

## Études
Arthur Musah quitte le Ghana pour les États-Unis après le lycée. Il fait des études d'ingénieur au Massachusetts Institute of Technology (MIT), puis étudie la production de films au USC’s School of Cinematic Arts.

## Films
- One day I too go fly
- Naija Beta (2016)
- What to bring to America (2017)[2]